# Сверхповесть
Сверхпо́весть — литературный жанр, изобретённый Велимиром Хлебниковым. В жанре сверхповести работал сам Хлебников и ещё некоторое незначительное количество его последователей. Термин также иногда используется исследователями.
По определению изобретателя, сверхповесть, в отличие от повести, складывается не из слов, а из самостоятельных отрывков, «каждый с своим особым богом, особой верой и особым уставом».
Наиболее известное произведение Хлебникова в жанре сверхповести — «Зангези», написанная в 1921—1922 и выпущенная после смерти поэта в июле 1922 года.